# Kinneret (Kibutz)
Kinneret (em hebraico קְבוּצַת כִּנֶּרֶת‎) é um Kibutz de Israel, situado à margem sul do Mar da Galileia, famoso pelo antigo cemitério local, a leste do kibutz, onde estão enterrados líderes pioneiros do movimento sionista. O kibutz também é conhecido por ser o local de nascimento da cantora Naomi Shemer, bem como por ter sido lá que a poetisa Rachel Bluwstein passou a maior parte da vida. 

Seu nome vem do Lago Kinneret, nome dado em hebraico ao Mar da Galileia, que na realidade não se trata de um mar mas sim um lago de água doce. Kvutzat Kinneret foi um dos primeiros kibutz do país, e, embora tenha sido fundado já em 1908 como fazenda agrícola pelo Movimento Sionista, foi convertido em kibutz somente 5 anos depois, em 1913. Hoje, sua população é de cerca de 900 habitantes (dos quais uns 500 são membros do kibutz). Seus residentes vivem da agricultura (cultivam tâmaras, oliveiras, mangas) e do turismo, já que muitos cristãos buscam batizar-se ali (pois as águas do Rio Jordão passam pelo terreno). É um kibutz muito aprazível, com área verde por todos os lados.

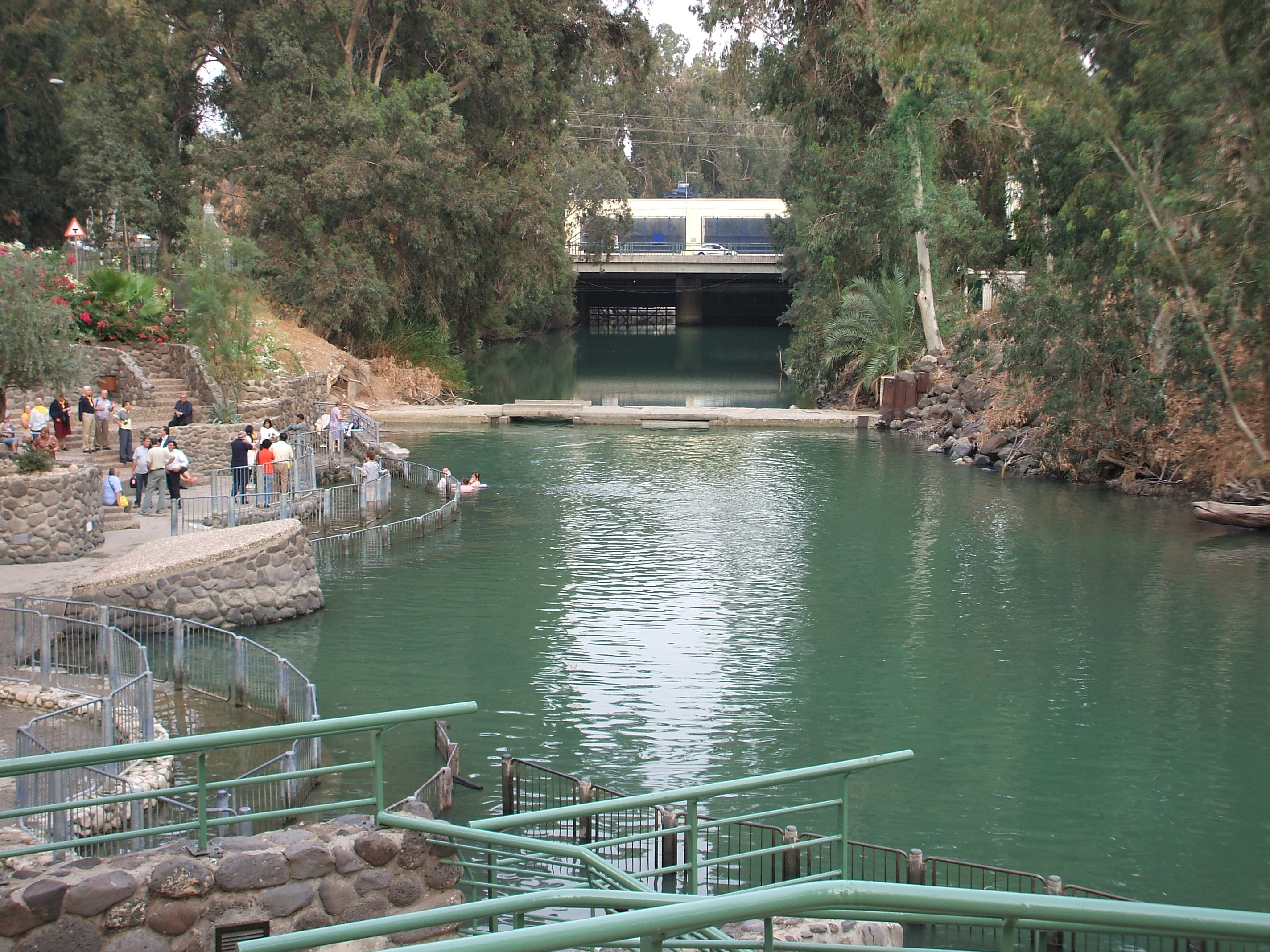
Na fotografia acima, batismo nas águas do Rio Jordão, no kibutz Kvutzat Kinneret, um dos mais antigos de Israel, localizado às margens do Lago Kinneret, poucos quilômetros ao sul da cidade de Tiberíades, no HaTzafon.